# Saunte (stacja kolejowa)
Saunte (duński: Saunte Station) – stacja kolejowa w miejscowości Hornbæk, w Regionie Stołecznym, w Danii. 
Stacja położona jest na Hornbækbanen pomiędzy Helsingør i Gilleleje. Usługi związane z transportem kolejowym prowadzone są przez Lokaltog.

## Linie kolejowe
- Lokaltog